# Mis Tchiorni
Mis Tchiorni (en russe : Мыс Чёрный) est un possiolok de l'okroug urbain d'Ostrovnoï (une ZATO) de l'oblast de Mourmansk, en Russie arctique. Sa population s'élevait à 8 habitants au recensement de 2010.

## Géographie
Le village de Mis Tchiorni se situe dans l'oblast de Mourmansk, un oblast de la Laponie, en Russie arctique, et il fait partie du district fédéral du Nord-Ouest. Le village fait partie de l'okroug urbain d'Ostrovnoï une subdivision de l'oblast.  
Mis Tchiorni, comme tout l'oblast de Mourmansk, est située dans le fuseau horaire MSK (heure de Moscou). Le décalage horaire appliqué par rapport au temps universel coordonné est +03:00.

## Démographie
Recensements (*) et estimations de la population,:
| 2002 * | 2010* | - | - |
| ------ | ----- | - | - |
| 10     | 8     | - | - |

Concernant les ethnies, en 2002, sur les 10 habitants, il y avait 62 % de Russes.